# Lista de consortes reais britânicos

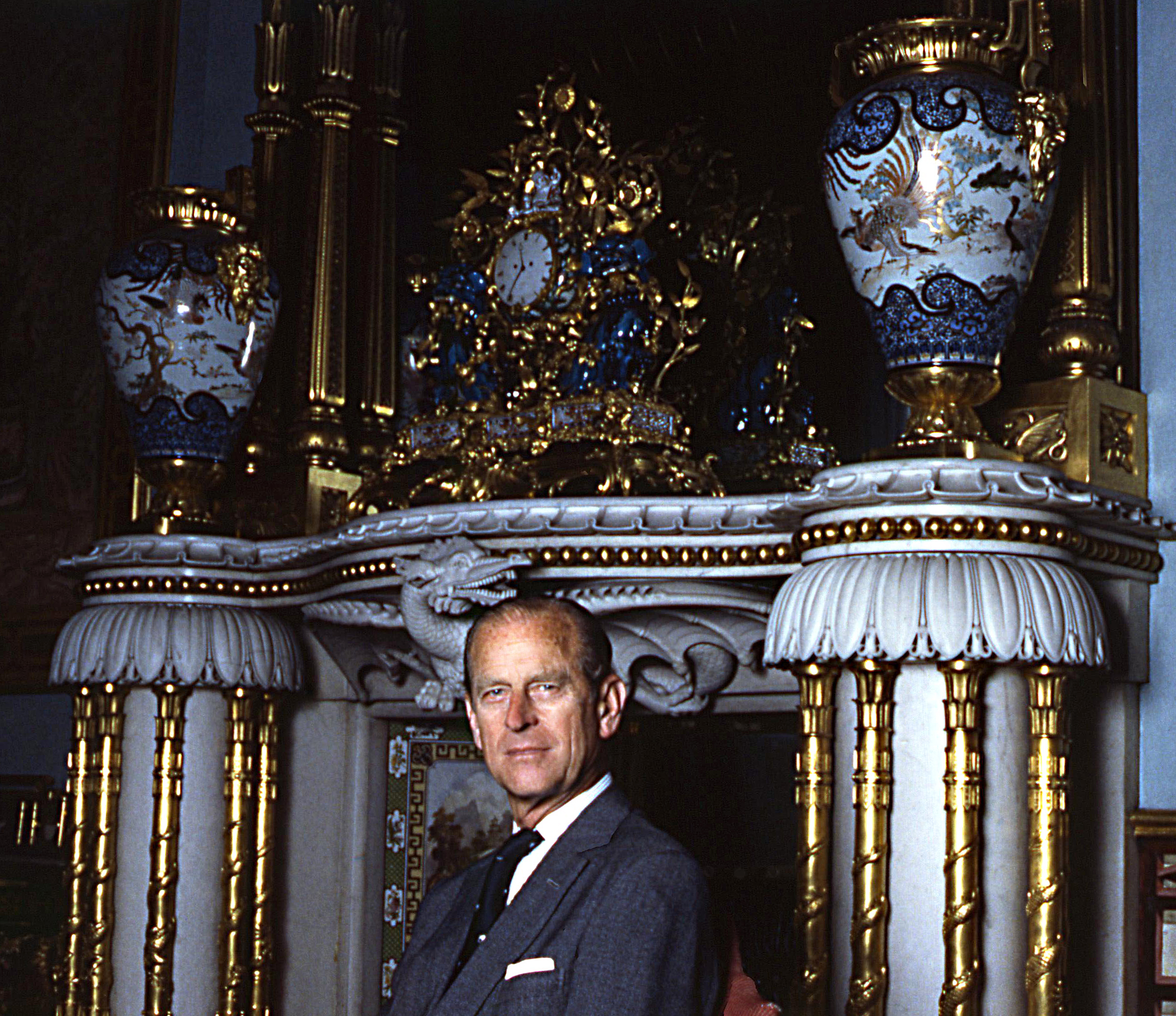
Filipe, Duque de Edimburgo, marido da rainha Isabel II, foi o consorte real britânico mais longevo.

Consorte real é o cônjuge de um rei ou rainha reinante. Os consortes de monarcas britânicos não têm status constitucional ou poder, mas muitos tiveram influência significativa e apoiam o soberano em seus deveres. Houve 11 consortes reais desde a união das coroas da Grã-Bretanha em 1707, oito mulheres e três homens.
O príncipe Filipe, marido da Isabel II, foi o consorte real mais longevo e mais velho de toda a história britânica, e serviu por quase 70 anos até sua morte em 2021. Desde a ascensão de Carlos III, em 8 de setembro de 2022, sua esposa Camilla ocupa o cargo de rainha consorte.

## História
Desde a união da Inglaterra e da Escócia em 1707, houve onze consortes do monarca britânico. As rainhas entre 1727 e 1814 também foram eleitas de Hanôver, já que seus maridos detinham o título de Eleitor de Hanôver.  Entre 1814 e 1837, as rainhas detinham o título de rainha de Hanôver, já que seus maridos eram reis de Hanôver. A união pessoal com o Reino Unido terminou em 1837 com a ascensão da rainha Vitória porque as leis de sucessão (Lei Sálica) em Hanôver impediam que uma mulher herdasse o título se houvesse algum herdeiro masculino sobrevivente (no Reino Unido, um homem tinha precedência sobre apenas suas próprias irmãs, até o Ato de Sucessão à Coroa de 2013, que removeu a primogenitura masculina). Na Guerra Austro-Prussiana de 1866, Hanôver foi anexada pela Prússia e tornou-se a Província de Hanôver.
Nem todas as esposas de monarcas se tornaram consortes, pois podem ter morrido, se divorciado antes da ascensão de seus maridos ao trono, ou casado após a abdicação. Tais casos incluem a princesa Sofia Doroteia de Celle, esposa de Jorge, príncipe hereditário de Brunsvique-Luneburgo (o futuro rei Jorge I), Wallis Warfield, esposa de Eduardo, duque de Windsor (o antigo rei Eduardo VIII), e Lady Diana Spencer, esposa de Charles, príncipe de Gales (mais tarde rei Charles III).
Apenas Jorge I e Eduardo VIII foram solteiros durante seus reinados.
Desde 1937, o consorte do soberano e os quatro primeiros indivíduos na linha de sucessão que tenham mais de 21 anos podem ser nomeados conselheiros de Estado. Os conselheiros de Estado desempenham algumas das funções do soberano no Reino Unido enquanto o soberano está fora do país ou temporariamente incapacitado.

## Consortes da Grã-Bretanha e do Reino Unido

### Casa de Stuart
| Nome                                                         | Retrato | Nascimento                                                                                    | Cônjuge                         | Morte                         |
| ------------------------------------------------------------ | ------- | --------------------------------------------------------------------------------------------- | ------------------------------- | ----------------------------- |
| Jorge da Dinamarca 1 de maio de 1707 – 28 de outubro de 1708 |         | 2 de abril de 1653 filho de Frederico III da Dinamarca e Sofia Amália de Brunsvique-Luneburgo | Ana 28 de julho de 1683 1 filho | 28 de outubro de 1708 55 anos |

### Casa de Hanôver
| Nome                                                                            | Retrato | Nascimento | Cônjuge                                   | Morte                          |
| ------------------------------------------------------------------------------- | ------- | --- | ----------------------------------------- | ------------------------------ |
| Carolina de Brandemburgo-Ansbach 11 de junho de 1727 – 20 de novembro de 1737   |         | 1 de março de 1683 filha de João Frederico, Marquês de Brandemburgo-Ansbach e Leonor Edmunda de Saxe-Eisenach        | Jorge II 22 de agosto de 1705 8 filhos    | 20 de novembro de 1737 54 anos |
| Carlota de Mecklemburgo-Strelitz 8 de setembro de 1761 – 17 de novembro de 1818 |         | 19 de maio de 1744 filha de Carlos Luís Frederico de Mecklemburgo-Strelitz e Isabel Albertina de Saxe-Hildburghausen | Jorge III 8 de setembro de 1761 15 filhos | 17 de novembro de 1818 74 anos |
| Carolina de Brunsvique-Volfembutel 29 de janeiro de 1820 – 7 de agosto de 1821  |         | 17 de maio de 1768 filha de Carlos Guilherme Fernando, Duque de Brunsvique-Volfembutel e Augusta Carlota de Gales    | Jorge IV 8 de abril de 1795 1 filha       | 7 de agosto de 1821 53 anos    |
| Adelaide de Saxe-Meiningen 26 de junho de 1830 – 20 de junho de 1837            |         | 13 de agosto de 1792 filha de Jorge I, Duque de Saxe-Meiningen e Luísa Leonor de Hohenlohe-Langenburgo               | Guilherme IV 13 de julho de 1818 2 filhas | 2 de dezembro de 1849 57 anos  |
| Alberto de Saxe-Coburgo-Gota 10 de fevereiro de 1840 – 14 de dezembro de 1861   |         | 26 de agosto de 1819 filho de Ernesto I, Duque de Saxe-Coburgo-Gota e Luísa de Saxe-Gota-Altemburgo                  | Vitória 10 de fevereiro de 1840 9 filhos  | 14 de dezembro de 1861 42 anos |

### Casa de Saxe-Coburgo-Gota
| Nome                                                             | Retrato | Nascimento                                                                       | Cônjuge                                  | Morte                          |
| ---------------------------------------------------------------- | ------- | -------------------------------------------------------------------------------- | ---------------------------------------- | ------------------------------ |
| Alexandra da Dinamarca 22 de janeiro de 1901 – 6 de maio de 1910 |         | 1 de dezembro de 1844 filha de Cristiano IX da Dinamarca e Luísa de Hesse-Cassel | Eduardo VII 10 de março de 1863 6 filhos | 20 de novembro de 1925 80 anos |

### Casa de Windsor
| Nome                                                                     | Retrato | Nascimento | Cônjuge                                   | Morte                        |
| ------------------------------------------------------------------------ | ------- | --- | ----------------------------------------- | ---------------------------- |
| Maria de Teck 6 de Maio de 1910 – 20 de janeiro de 1936                  |         | 26 de maio de 1867 filha de Francisco, Duque de Teck e Maria Adelaide de Cambridge                                | Jorge V 6 de julho de 1893 6 filhos       | 24 de março de 1953 85 anos  |
| Isabel Bowes-Lyon 11 de dezembro de 1936 – 6 de fevereiro de 1952        |         | 4 de agosto de 1900 filha de Claude Bowes-Lyon, 14.º Conde de Strathmore e Kinghorne e Cecília Cavendish-Bentinck | Jorge VI 26 de abril de 1923 2 filhas     | 30 de março de 2002 101 anos |
| Filipe da Grécia e Dinamarca 6 de fevereiro de 1952 – 9 de abril de 2021 |         | 10 de junho de 1921 filho de André da Grécia e Dinamarca e Alice de Battenberg                                    | Isabel II 20 de novembro de 1947 4 filhos | 9 de abril de 2021 99 anos   |
| Camilla Shand 8 de setembro de 2022 – presente                           |         | 17 de julho de 1947 filha de Bruce Shand e Rosalind Shand                                                         | Carlos III 9 de abril de 2005 sem filhos  | –                            |